# Conrado Villegas
Conrado Villegas, nacido como Conrado Blas Excelso del Corazón de Jesús Villegas (estancia El Tala, 3 de febrero de 1841 - París, 26 de agosto de 1884), fue un general de artillería y caballería argentino, de origen uruguayo, que actuó en los inicios de su carrera militar en la Guerra de la Triple Alianza. Fue el fundador de la localidad argentina de Trenque Lauquen el 12 de abril de 1876 y posteriormente, acompañando al general Julio A. Roca en la famosa Conquista del Desierto, erigiría el «Pueblo de Avellaneda» —actual Choele Choel— el 9 de julio de 1879.

## Biografía hasta la Guerra del Paraguay

### Origen familiar y primeros años
Conrado Blas Excelso Villegas nació el 3 de febrero de 1841 en la estancia familiar que daría origen al pueblo del Tala —sería oficialmente fundado el 2 de mayo de 1860— en el departamento de Canelones del entonces Estado Oriental del Uruguay, y bautizado en la parroquia del Salvador cercana a la estancia, el día 16 del mes de nacimiento.

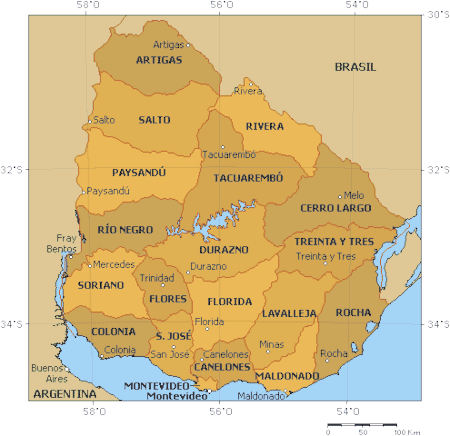
Uruguay.

Era hijo del teniente de alcalde montevideano Octaviano de Villegas y Luna (n. villa de La Unión de la Provincia Oriental del Río de la Plata, ca. 1814) —siendo sus padres, el cántabro-español José de Villegas y Gómez de Arce (Pando de Asturias de Santillana, 1777 - San José de Mayo, Uruguay, 1857), contador de la Real Armada, juez de paz de El Tala desde 1840 y primo del doctor Miguel Mariano de Villegas, y la argentina Josefa Felipa de Luna y Medina, una hija de un noble hacendado santiagueño que fuera fundador del caserío El Tala hacia 1787— y de su esposa desde el 18 de junio de 1839, María Lemus y Malta (n. Río de Janeiro, Imperio del Brasil, ca. 1822), una hija de los brasileños José Antonio de Lemus y María de la Concepción de Malta.
Octaviano Villegas y María Lemus tuvieron seis hijos varones, entre ellos Conrado Excelso y Miguel Villegas (n. estancia El Tala). Ambos niños fueron llevados por su padre en 1846 a casa de su tío paterno Cesáreo que era un político del Partido Blanco y residía en la villa de La Unión —actual barrio de la ciudad de Montevideo y cuya vivienda está ubicada en la actual avenida 8 de Octubre n.º 3699— para que los criase.
Realizó sus estudios primarios y secundarios en el Colegio de La Unión. Además, su tío Cesáreo Fulgencio de Villegas junto a su esposa Felicia García de Zúñiga, completaron su formación espiritual como si fueran sus padres, llevándolo al Santuario de la Medalla Milagrosa y San Agustín.
Al recibirse de bachiller, sus tíos lo pusieron a trabajar como empleado de comercio, hasta que decidiera emigrar a la Argentina.

### Inicios de su carrera militar en la Argentina
Inició la carrera militar el 21 de agosto de 1862, al ser admitido como aspirante en el primer Escuadrón de Artillería de Buenos Aires, República Argentina. Ascendió a portaestandarte el 29 de noviembre del mismo año, luego a teniente 2.º en 1863, y a teniente 1.º en 1864.

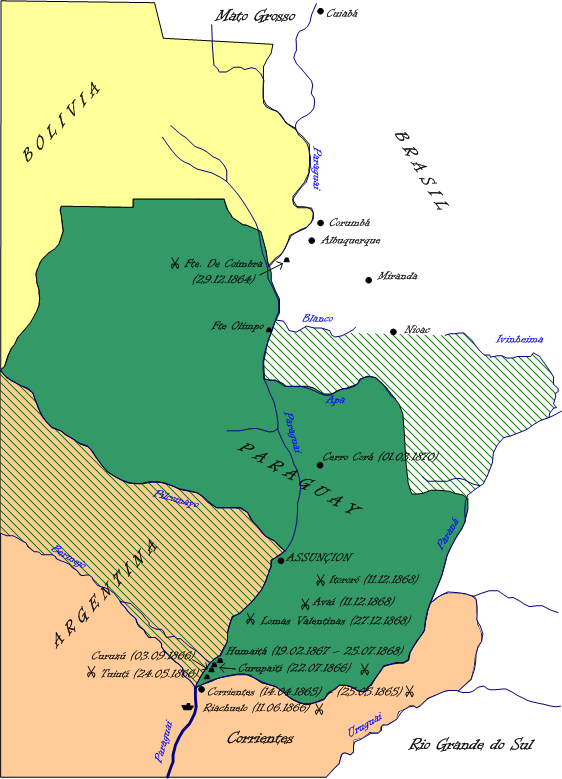
Las batallas de la guerra del Paraguay.

Se incorporó al Ejército de Operaciones en 1865 al estallar la «Guerra de la Triple Alianza», también conocida como Guerra del Paraguay, y de esta forma asistió al sitio de Uruguayana al mando de su pariente, el teniente coronel Miguel Francisco de Villegas.
También actuó en Paso de la Patria junto al doctor Manuel de Biedma del cuerpo médico y en la batalla de Estero Bellaco junto al sargento mayor Dardo Rocha Arana y de Antonio Manuel Silva Campero que era practicante voluntario de la sanidad militar argentina.
Además estuvo en la de Tuyutí, nuevamente con Rocha, e intervino más tarde en las de Yataytí-Corá, Sauce, Boquerón y Curupaytí, otra vez con Rocha y además con Dominguito Fidel Sarmiento en donde falleció. En todas las batallas estuvo bajo la vanguardia del general Bartolomé Mitre, siendo el rico hacendado José Gregorio de Lezama, el proveedor del Ejército Argentino.
Su salud se vio afectada por la dura vida de campaña, solicitando la baja en marzo de 1867 pero fue promovido al grado de capitán el 23 de septiembre, el cual se lo concedieron el 10 de mayo de 1868, con goce y uso de uniforme.
Al reponerse de su enfermedad, lo destinaron a la Plana Mayor de la guarnición de Río Cuarto, en la provincia de Córdoba, el 27 de noviembre. Fue ascendido a sargento mayor el 1 de abril de 1869, prestando servicios en el Regimiento 2 de Caballería de Línea.

## Actuación en las guerras civiles y contra las invasiones aborígenes

### Participación contra la rebelión Jordanista
Al iniciarse la rebelión Jordanista el 11 de abril de 1870 —fecha del asesinato del gobernador de la provincia de Entre Ríos, el general Justo José de Urquiza— hizo la campaña contra Ricardo López Jordán participando en la batalla de Rincón del Quebracho (al este del río Paraná) librada el 16 de septiembre del citado año, adonde Villegas resultó herido de gravedad.

### Primeros enfrentamientos con los pueblos originarios

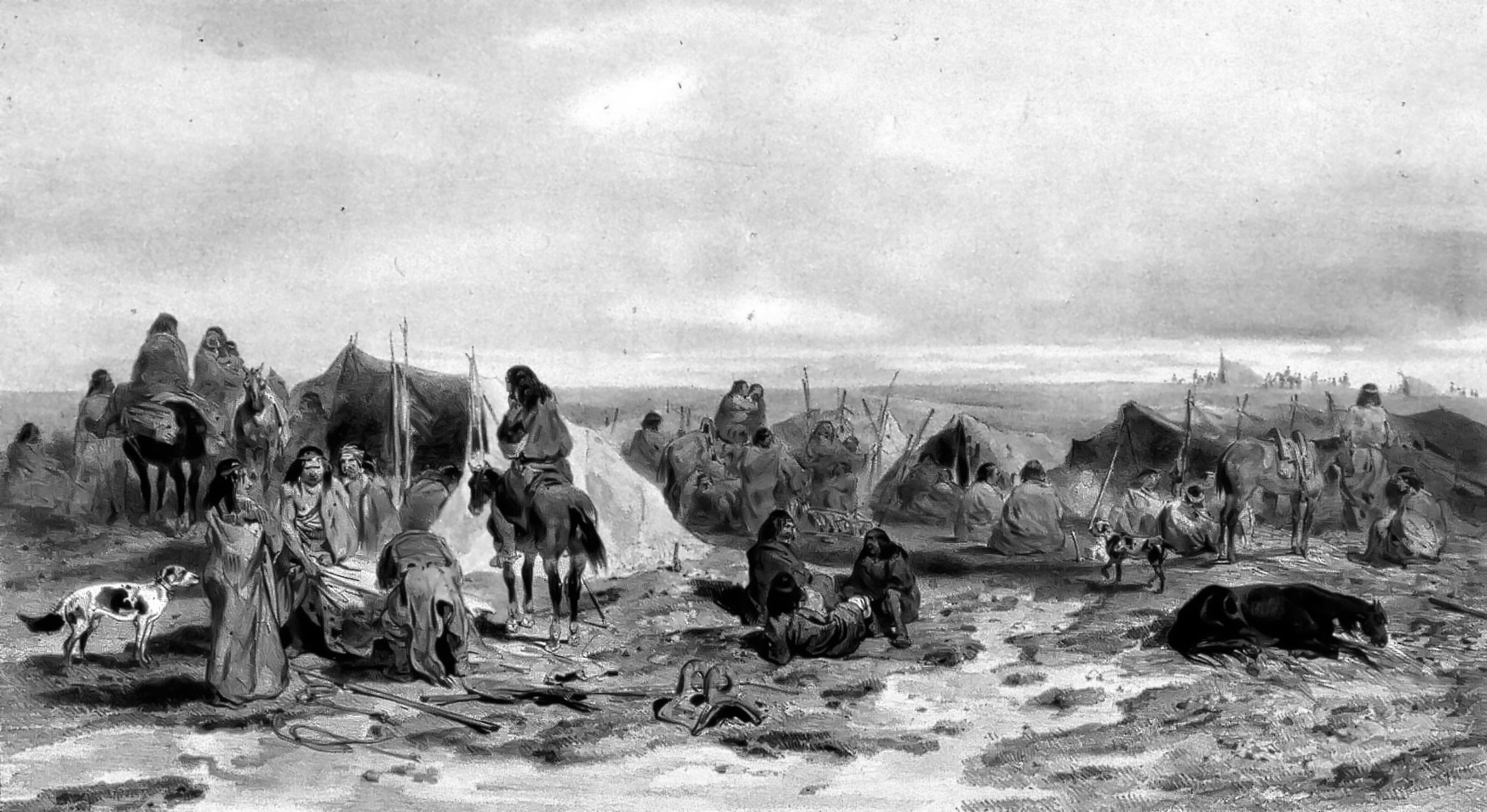
Aborígenes de la Patagonia vistos en 1842 por expedicionarios franceses

En marzo de 1871, se hallaba de guarnición en San Nicolás de los Arroyos, y al mes siguiente, pasó al fortín General Lavalle (actualmente General Pinto), en la Provincia de Buenos Aires. Bajo las órdenes del general Salvador Maldonado libró su primera acción contra los aborígenes de Epumer Rosas, el 3 de mayo de 1871, por lo que le valió el ascenso a teniente coronel el 29 del mismo mes y a partir de entonces se convertiría en el terror de los amerindios.
El cacique mapuche Juan Calfucurá, aprovechando la debilidad del gobierno argentino consecuente a la Guerra contra el Paraguay, atacó las localidades bonaerenses de Veinticinco de Mayo, General Alvear y Nueve de Julio, pero el teniente coronel Villegas al mando del general Ignacio Rivas junto a los guerreros aborígenes aliados del cacique pampa Cipriano Catriel, lo derrotaron en la batalla de San Carlos de Bolívar el 8 de marzo de 1872, por lo que el Ejército Argentino logró recuperar 200 cautivas, 70 000  vacunos, 15 000  caballos y un buen número de ovejas, robados de las estancias bonaerenses.

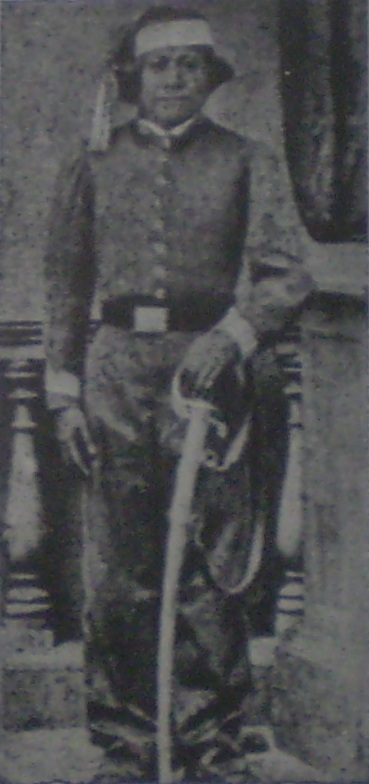
El cacique patriota Cipriano Catriel, portando uniforme del Ejército Argentino en 1870.

Villegas fue nombrado jefe de «Regimiento 3 de Caballería» el 12 de marzo de 1873, destacado en General Lavalle, y por sus condiciones aguerridas lo llamaban «el Tres de Fierro». Villegas sucedería en el mando al general Granada.

### Fin de la Revolución de 1874
Alternó sus servicios en la línea de frontera desarticulando las nuevas revueltas internas de Ricardo López Jordán que duraron desde junio de 1873 a marzo de 1874 (y que finalizaron definitivamente el 16 de diciembre de 1876), y en la campaña contra el general Mitre que se había rebelado en la provincia de Buenos Aires.
Hallóse en la batalla de La Verde el 26 de noviembre y en la rendición del jefe revolucionario, en Junín, que trajo como consecuencia el fin a la revolución de 1874, mereciendo por su actuación ser promovido al grado de coronel.

### Enfrentamientos con el cacique Juan José Catriel
En marzo de 1875, se lo designó jefe de la Frontera Oeste, con guarnición en el Fuerte General Lavalle. Al producirse un malón comandado por el cacique Juan José Catriel —quien asesinara 1871 a su hermano, el cacique principal Cipriano Catriel por considerarlo traidor— y acompañado por su otro hermano Marcelino —todos de la dinastía Catriel, hijos de Juan y nietos del homónimo que fueron aliados de Juan Manuel de Rosas desde 1833 hasta 1852— invadieron Tapalqué en 1876, por lo cual fueron perseguidos por el general Villegas y su guarnición, y a consecuencia de esto y por orden del entonces ministro de guerra, Adolfo Alsina, se inició el avance el 22 de marzo del mismo año hacia el Desierto.
Fue así que fundó la actual ciudad de Trenque Lauquen el 12 de abril de 1876, como avanzada en la lucha por el dominio de las pampas y limitando con las tierras del temido cacique ranquel Pincén conocido como «el terror de los fortines» y por lo cual el ministro Alsina dio la orden de hacer una incursión a sus tolderías aunque aquellos habían abandonado Loncomay pero al ir hacia Malal se pudo cumplir la misión el 15 de noviembre de 1877, produciéndose numerosas bajas aborígenes y arrebatándoles ganado y cautivos.
Al iniciarse otra incursión contra el mismo cacique terminó por hacerle prisionero el 17 de noviembre de 1878 al combatir en el frente Licaucha Luan-Lauquen, y sometió a otros caciques con sus familias y aborígenes guerreros.

## Contribución a la soberanía territorial argentina

### Campaña militar del general Roca a las pampas y a la Patagonia septentrional

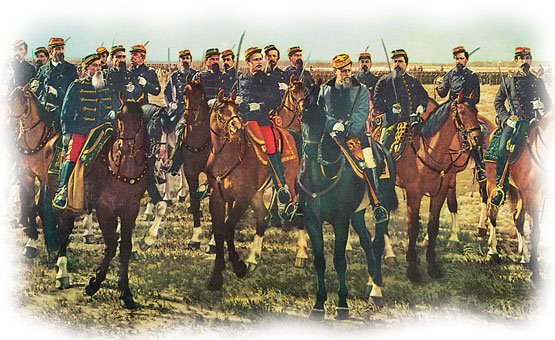
Roca y Villegas en la Campaña del Desierto.

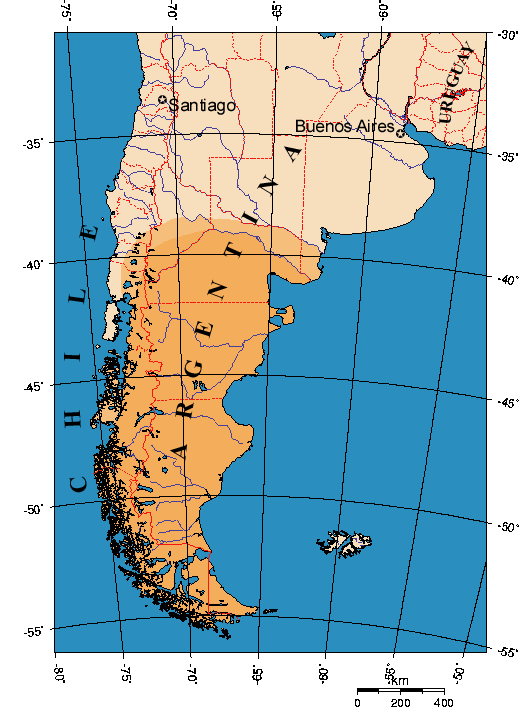
Patagonia.

El entonces coronel Villegas acompañó al general Julio A. Roca en la expedición al río Negro, en el norte de la Patagonia argentina, conformando la 1.ª División del Ejército Argentino y de esta forma partieron de Carhué el 29 de abril de 1879 con 1900 soldados y 105 aborígenes aliados.
El 24 de mayo entraron en la isla Grande de Choele Choel y a principios de junio el general Roca regresaba a Buenos Aires. Al llegar Villegas a Carmen de Patagones, arribaba el 25 del corriente la corbeta Cabo de Hornos comandada por Luis Piedrabuena y su segundo Martín Rivadavia con provisiones necesarias para la tropa, principalmente de maíz embolsado para la caballada del Ejército Argentino, y para la atención sanitaria de los soldados.
Además dicha corbeta que había formado parte de la Expedición Py para proteger la soberanía argentina de una inminente colonización chilena en el territorio meridional del río Santa Cruz, llevaba a bordo al médico naval Federico R. Cuñado para atender a los enfermos de dicha campaña militar, la cual se quedó en el puerto para zarpar a Buenos Aires el 21 de septiembre. El coronel Villegas y sus hombres partieron nuevamente hacia el oeste para fundar el 9 de julio del mismo año el pueblo «Avellaneda» —actual Choele Choel— en homenaje al entonces Presidente de la Nación. Las fuerzas del «Regimiento 3 de Caballería» eran también conocidas como «los Blancos de Villegas».
La 2.ª División del Ejército Argentino, al mando del coronel Nicolás Levalle que también había partido de Carhué, que estaba compuesta por 325 soldados y 125 indígenas aliados pertenecientes al cacique Tripailao, avanzó hacia Traru-Lauquen —en la actual provincia de La Pampa— y enfrentó a Manuel Namuncurá. La 3.ª división, al mando de Eduardo Racedo, partió de Villa Mercedes hacia Poitahué con 1.350 hombres, entre los que se contaban guerreros ranqueles de las tribus aliadas de los caciques Cuyapán y Simón, la cual persiguió al cacique Baigorrita pero sin lograr capturarlo, aunque tomó prisioneros a 500 aborígenes enemigos.
La 4.ª División al mando de Napoleón Uriburu y que había partido el 21 de abril desde San Rafael rumbo a la confluencia de los ríos Limay y Neuquén, cuando pasó por Chos Malal abatió al cacique ranquel Peyeumán, posteriormente en el río Agrio tomó prisionero al cacique Painé y a sus 60 guerreros, y finalmente provocó la baja del cacique Baigorrita en un fuerte enfrentamiento, cayendo en campo de batalla unos 1000 indígenas y en donde fueron tomados prisioneros unos 700, de esta manera incorporó de forma definitiva la zona de Varvarco, en el extremo noroccidental patagónico —norte de la actual Provincia de Neuquén, ocupada ilegalmente por los cuatreros realistas chilenos conocidos como los hermanos Pincheira, entre 1819 hasta enero de 1832, y luego, por unos seiscientos hacendados de la misma procedencia de la nueva vecina república, desde 1842 hasta la llegada del Ejército Argentino— y así alcanzó el río Limay, por el sur.
La 5.ª División, al mando del teniente coronel Hilario Lagos, partió de Trenque Lauquen y en Curu-Pichi-Cajuel el teniente coronel Enrique Godoy abatió al cacique Lemumier y su hijo, y tomó a 629 de sus aborígenes como prisioneros. La citada corbeta Cabo de Hornos, a finales de 1879, trasladó a Carmen de Patagones al «Regimiento 1 de Caballería», además de transportar víveres para las subprefecturas de la Patagonia.

### Participación en la derrota del bonaerense Tejedor y de la revuelta correntina
Al asumir como presidente Domingo Faustino Sarmiento, el doctor Carlos Tejedor había ocupado el cargo de ministro de Relaciones Exteriores hasta 1874, año que apoyó a Bartolomé Mitre en una revolución que terminó siendo derrotada.

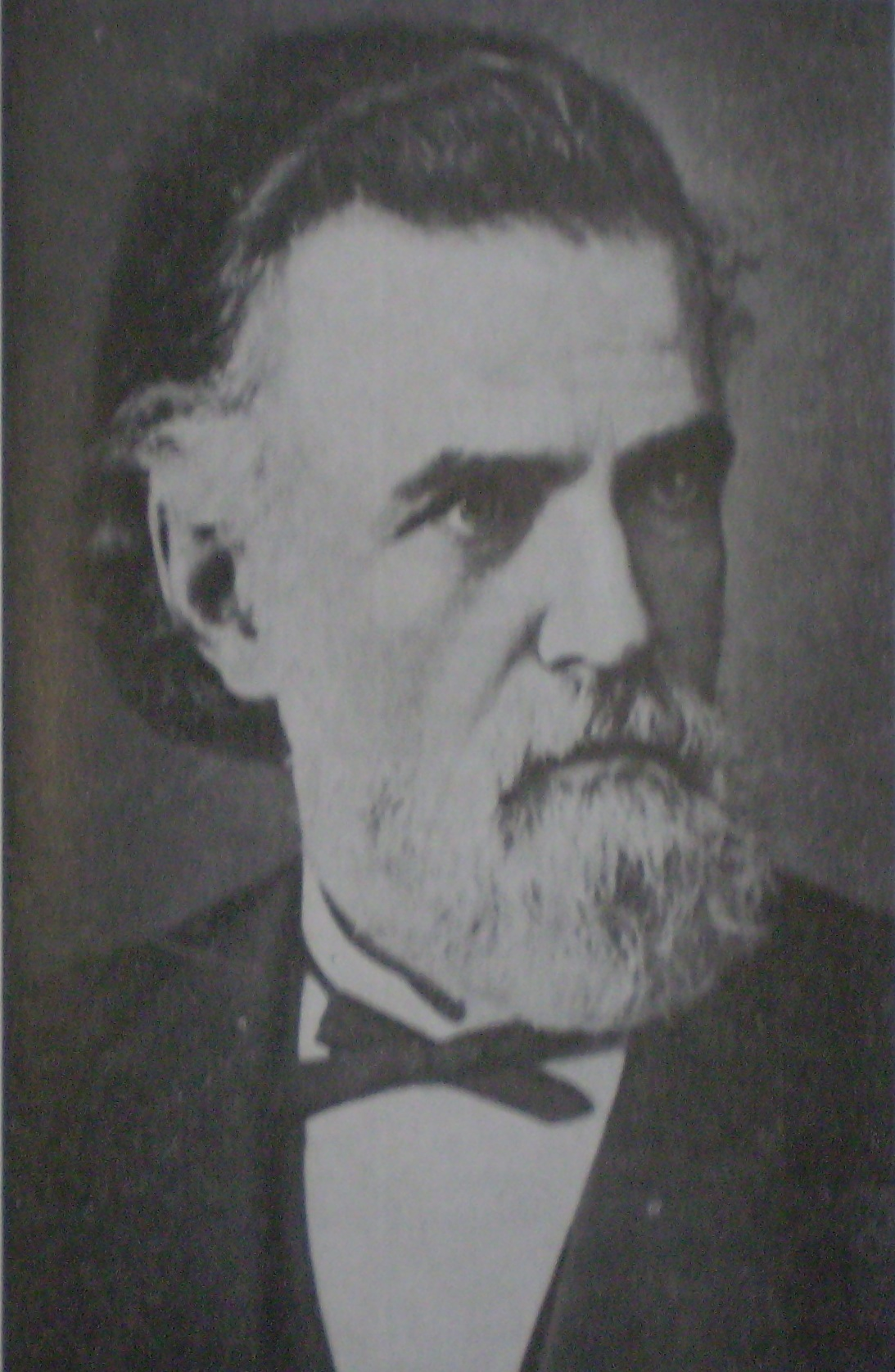
Carlos Tejedor.

En 1878, el doctor Tejedor había sustituido a Carlos Casares como gobernador de la provincia de Buenos Aires pero cuando dos años después, se vieron nuevamente enturbiadas las perspectivas de Mitre para alcanzar la presidencia, por el apoyo prestado por Nicolás Avellaneda a Julio Argentino Roca quien fuera vencedor de los porteños cuatro años atrás, sumado a que Avellaneda anunciara su propósito de convertir a la ciudad de Buenos Aires en capital de la nación, Tejedor se puso al frente de la corriente intransigente que se oponía a dicho proyecto, presentándose entonces como candidato a Presidente de la Nación para oponerse al general Roca.
Ante la victoria de este último, Tejedor ordenó movilizaciones militares y la formación de milicias para adiestrar a los ciudadanos bonaerenses en el manejo de las armas, y como consecuencia de dicha actitud beligerante, Avellaneda dispuso el retiro del gobierno federal de la ciudad de Buenos Aires y decretó la designación del pueblo de Belgrano —actual barrio porteño— como sede transitoria del mismo, trasladándose allí el Senado nacional, la Corte Suprema y parte de la Cámara de Diputados, antes de que el ejército nacional al mando de Roca sitiara Buenos Aires.
Al volver Conrado Villegas a Buenos Aires en 1880, contribuyó en enfrentar a la insurrección de Tejedor, siendo una contienda bastante cruenta y tras los combates en Puente Alsina, los Corrales y en San José de Flores, las tropas de Tejedor fueron derrotadas.
Por un acuerdo gestionado por Mitre, se dispuso el desarme de la milicia provincial y la renuncia de Tejedor como gobernador bonaerense, haciéndolo en favor de su vicegobernador José María Moreno. Villegas por su accionar, fue ascendido al grado de coronel mayor y que al sofocar otra revuelta en Corrientes regresaría a Buenos Aires con el rango de general.

### Regreso a la Patagonia argentina y consecuencias de sus últimas campañas

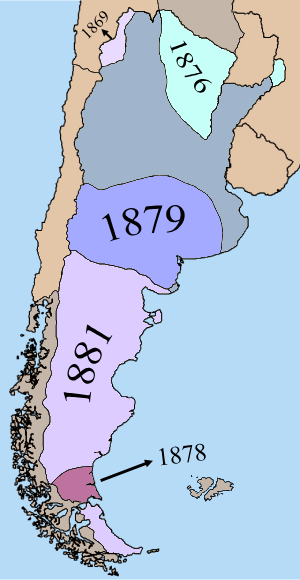
La República Argentina en 1876 con la dominación gradual y efectiva de sus territorios nominales de pueblos originarios desde 1879. La Puna de Atacama estaba anexada por Bolivia desde 1826 hasta 1879 en que la ocupó Chile hasta 1884, luego desde 1887-1893 y por último desde 1896-1899, al igual que la zona de San Pedro (ocupado por Chile definitivamente desde 1879). La cuenca del río Santa Cruz, la Isla de los Estados y el territorio de la bahía de San Gregorio en el estrecho de Magallanes, al igual que el valle inferior del río Chubut y la zona del golfo Nuevo ya eran efectivos en esa época.

Luego de la conquista del desierto, el general Villegas quedó al mando de la frontera sur y comandó las campañas de 1881 y 1882 que buscaban afianzar el control del territorio recientemente dominado.
A principios del año 1881, con mil setecientos soldados distribuidos en tres brigadas bajo su mando, conquistó el «País de las Manzanas» —territorio meridional de la actual provincia neuquina— y el 3 de abril del mismo año llegaría, por primera vez al lago Nahuel Huapi —en el noroeste de la Patagonia oriental— la 3.ª brigada de la División de Río Negro y Neuquén.
Dicha campaña posibilitó a las tropas conocer extensas zonas del territorio nacional hasta entonces negadas al hombre blanco. Desde el Nahuel Huapí hasta las zonas ya dominadas de los valles inferiores del río Colorado —adonde estaba el fortín Colorado o Mercedes, desde 1833 - 1852 y de 1856 en adelante— y del río Negro —adonde se habían establecido desde 1862 la colonia agrícola italiana de Cubanea y el fortín Mitre, y desde 1869, el fortín Conesa— levantáronse allí, tres fuertes y trece fortines en los puntos principales.
Además, como consecuencia de esta última campaña de Villegas, se consolidaron los territorios del extremo sur —litigado por Chile— y del centro-oriental patagónico argentino-tehuelche.

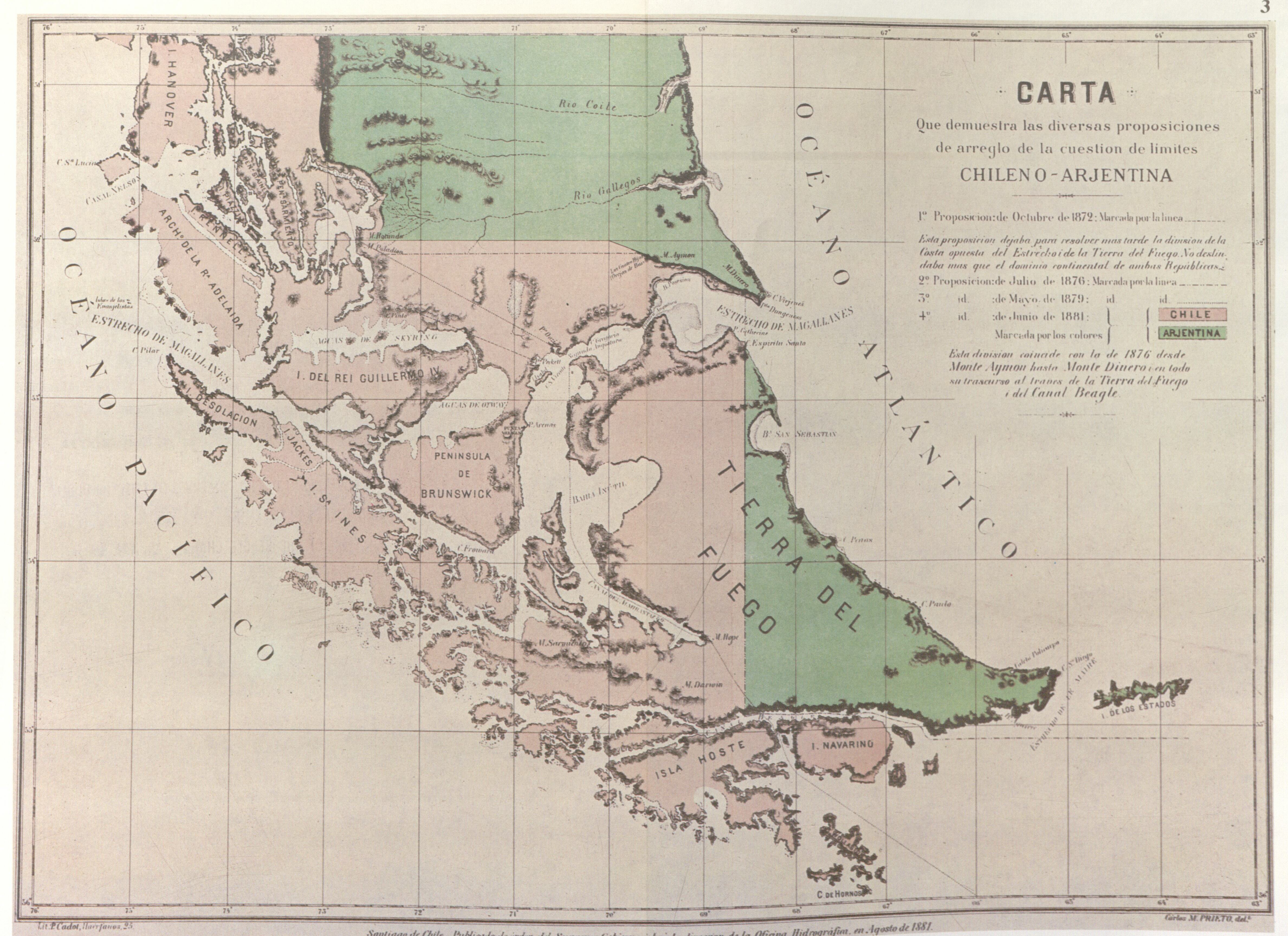
Mapa chileno de Carlos M. Prieto, diseñado posteriormente al Tratado de Límites de 1881, en donde se muestran los límites previos propuestos: el de octubre de 1872 ("----"), de julio de 1876 ("-..-..-..") y de mayo de 1879 ("......").

Esta consolidación citada ocurrió gracias a los colonizadores argentinos de origen galés protegidos por una goleta nacional en el golfo Nuevo y en el valle inferior del río Chubut —que hicieron un primer intento con el «Fuerte Paz» de Henry Libanus Jones, desde 1854 hasta 1856, y definitivamente desde 1865 en adelante con Puerto Madryn y Rawson— que entablarían excelentes relaciones comerciales con los pueblos originarios.
También pudo ser posible en el sur de la Patagonia oriental hasta el cabo de Hornos, gracias al comandante patagón-argentino Luis Piedrabuena quien fuera un gran pionero patriota en estas latitudes que desde 1859 con su gente, su familia y su aliado desde 1863, el cacique tehuelche Casimiro Biguá, mantendrían la soberanía austral con establecimientos, factorías, tolderías y refugios en diversos lugares bajo la bandera de la Argentina, como en el curso del río Santa Cruz con su isla Pavón, el territorio de la bahía de San Gregorio, la isla de los Estados, entre otros lugares más, y por la cooperación de Biguá que consiguiera el apoyo de cinco caciques en una toldería del valle de Genoa —que se transformaría en la «Colonia General San Martín»— fue en donde aceptaron sus tribus la soberanía argentina en 1869.
De esta forma, Conrado Excelso Villegas había completado la campaña del desierto argentino pero su resistencia física estaba quebrantada. Al regresar a Buenos Aires en octubre de 1883, el pueblo lo recibió con una acogedora recepción triunfal.

### Fallecimiento por problemas de salud
Al enfermar de tuberculosis durante las largas campañas del sur, se le dio licencia para trasladarse a Europa en agosto de 1884, en busca de un remedio para mitigar su mal.
El general Conrado Excelso Villegas falleció en París, el 26 de agosto del mismo año. Su cuerpo embalsamado fue repatriado en el buque Congo el 30 de mayo de 1885, el cual desembarcaría en Buenos Aires el día 3 de junio del corriente. Sus restos descansan, junto con los de su esposa Carmen Granada Blanco, en la Parroquia Nuestra Señora de los Dolores de la ciudad de Trenque Lauquen.

## Matrimonio
El 21 de enero de 1878 se había unido en matrimonio en Buenos Aires con Carmen Granada Blanco, una hija del coronel Nicolás Granada; fueron sus padrinos Carmen Blanco de Granada y el gobernador de la provincia de Buenos Aires, Carlos Casares. El biógrafo Vicente Cutolo expresó de él lo siguiente:

"fue bravo entre los bravos, pero al mismo tiempo sus historiadores mencionan su espíritu romántico y sus emotivas cartas a su esposa".

## Homenajes

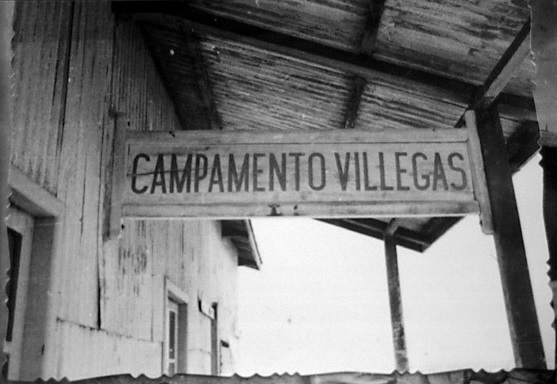
Estación Campamento Villegas, Chubut.

En homenaje a este militar, el Ejército Argentino bautizó a la VI Brigada de Montaña, localizada en la Provincia de Neuquén, bajo el nombre "General de División Conrado Excelso Villegas".
En la provincia de Buenos Aires, el Partido de General Villegas lleva su nombre.
En la provincia del Chubut, la antigua estación de ferrocarril y la localidad Campamento Villegas, llevó su nombre hasta que fueran abandonados en 1961.
En la provincia del Chubut, en la localidad de Rawson, se encuentra el polígono de tiro más antiguo de la Patagonia allí ubicado desde 1903, este fue llamado Tiro Federal Argentino Grl. Conrado Villegas en su honor.
En la provincia de Buenos Aires, un Grupo Scout en la localidad de Trenque Lauquen lleva su nombre: Grupo Scout "Gral.Conrado.E.Villegas". La calle principal de esta ciudad también lleva su nombre.